# Armando Segato
Armando Segato (Vicenza, 3 de maio de 1930 - 19 de fevereiro de 1973) foi um futebolista e treinador italiano que atuava como meia.

## Carreira
Armando Segato fez parte do elenco da Seleção Italiana de Futebol na Copa do Mundo de 1954, na Suíça, ele fez uma partida.